# Maybe (canção de N.E.R.D)
"Maybe" é uma canção escrita por Chad Hugo e Pharrell Williams, gravada pela banda N.E.R.D.
É o segundo single do segundo álbum de estúdio lançado a 23 de Março de 2004, Fly or Die.

## Paradas
| Parada (2004)                                    | Posições |
| ------------------------------------------------ | -------- |
| Estados Unidos - Billboard Dance/Club Play Songs | 19       |